# マクシミリアン・シャッハマン
マクシミリアン・シャッハマン (Maximilian Schachmann 1994年1月8日 - ) は、ドイツ、ベルリン出身の自転車競技選手。2012年にドイツの年間最優秀選手にノミネートされた。「シャフマン」とも表記される。

## 主な成績
出典：procyclingstats.comほか

### 2012
世界選手権自転車競技大会ロードレース ジュニア・個人タイムトライアル　3位

### 2014
ドイツ選手権・個人タイムトライアルU-23 2位

### 2015
世界選手権自転車競技大会ロードレース 個人タイムトライアルU-23 2位
 欧州選手権　個人タイムトライアルU-23 3位

### 2016
ドイツ選手権・個人タイムトライアルU-23 優勝
ツール・アルザス 総合優勝　
新人賞　
区間1勝 (Stage 3)
 世界選手権自転車競技大会ロードレース 個人タイムトライアルU-23 2位

### 2017
ドイツ選手権
個人タイムトライアル　4位
ロードレース　5位

### 2018
ヴォルタ・アン・アルガルヴェ 総合7位
カタルーニャ一周 区間優勝 (Stage 6)
フレッシュ・ワロンヌ 8位
ジロ・デ・イタリア
区間優勝 (Stage 18)
Stages 1–5 新人賞 
ドイツ・ツアー 区間優勝（第2ステージ）

### 2019
グラン・プレミオ・インドゥストリア・エ・アルティジャナート　優勝
ボルタ・ア・カタルーニャ 区間優勝 (Stage 5)
イツリア・バスク・カントリー
ポイント賞
区間3勝 (Stage 1, 3, 4)
 ドイツ選手権　個人ロードレース 優勝

### 2020
パリ〜ニース
総合優勝
区間1勝（第1）

### 2021
パリ〜ニース  総合優勝
 ドイツ選手権　個人ロードレース 優勝

### 2023
シビウ・サイクリングツアー 区間優勝（第3ステージ）

### 2025
イツリア・バスク・カントリー 区間優勝（第1ステージ・個人タイムトライアル）
 ドイツ選手権　個人タイムトライアル 優勝

### グランツールの総合成績
| グランツール               | 2018 | 2019 | 2020 | 2021 | 2022 | 2023 | 2024 |
| -------------------------- | ---- | ---- | ---- | ---- | ---- | ---- | ---- |
| ジロ・デ・イタリア         | 31   | —    | —    | —    | —    | —    | 45   |
| ツール・ド・フランス       | —    | DNF  | 57   | —    | 46   | —    | —    |
| ブエルタ・ア・エスパーニャ | —    | —    | —    | DNF  | —    | —    | —    |